# Cornelis Bloemaert
Pour les articles homonymes, voir Bloemaert.
Cornelis Bloemaert, appelé également Cornelis Bloemaert II ou Cornelis Bloemaert le jeune, né en 1603 à Utrecht (Pays-Bas) et mort à Rome le 28 septembre 1692, est un peintre et graveur néerlandais du siècle d'or.

## Biographie
Cornelis est le deuxième fils d'Abraham Bloemaert et de Gerarda de Roy, frère d'Adriaen, de Hendrick et de Frederick Bloemaerst et le petit fils de l'architecte Cornelis Bloemart I (nl).
Cornelis Bloemaert débute comme peintre avec son père Abraham Bloemaert puis avec Gerrit van Honthorst. Bien que sa formation soit celle d'un peintre, il se consacre essentiellement à la gravure avec des portraits et des scènes religieuses, guidé dans son travail par Crispin de Passe.
En 1630, il se rend à Paris où il réalise diverses gravures, dont Le Temple des muses d'après Michel de Marolles. De 1633 à 1692, son activité se passe à Rome où fait la connaissance de Jacob Ferdinand Voet et où il devient membre des Bentvueghels, une association romaine fondée en 1623 par des artistes hollandais, allemands et français.
Parmi ses élèves, on distingue Michel Natalis, Gilles Rousselet, Guillaume Chasteau et Jerimas Falck. Vers 1680, Arnold van Westerhout s'installe dans son atelier.
Quelques-uns de ses travaux lui valent un certain respect dans sa profession, comme les gravures d'après Annibale Carracci (La Sainte Famille), Pietro da Cortona (L'Adoration des bergers), et Rubens (Méléagre).
Son style se distingue par la richesse des nuances et la finesse des valeurs intermédiaires.

## Quelques œuvres
Ses œuvres forment de vastes albums et incluent des reproductions de peintres célèbres comme Caravage, Rubens, Titien, Raphaël et Pierre de Cortone, albums qu'il exécute tout en consolidant son expérience néerlandaise. Il est à l'initiateur de la transition vers une gravure plus moderne qui relie dans son geste « le ciseau au pinceau ».
- La Libéralité, 1625, burin d'après Abraham Bloemaert, 20 x 14 cm. Nemours, Château-Musée, 2017.0.88.
- Portrait de Louis XIII, à cheval, en armure, gravure au burin non datée[7] ;
- Tableaux du temple des Muses, gravure en taille douce, 1655[8] ;
- Le Mariage de sainte Catherine, gravure, 1631[9] ;
- Les rochers des iles Cyanées et la lyre d'Orphée, gravure d'après Pierre Brebiette[10] ;
- Gravures d'agrumes dans Hesperides de Battista Ferrari, 1646[11] ;
- Saint Willibrord, gravure, 1630[12] ;
- Sainte Marguerite, gravure d'après Annibale Carracci[13] ;
- L'Asia, frontispice pour Daniello Bartoli, 1667[14]
- Saint Paul parlant au peuple grec du jugement dernier, d'après Ciro Ferri, 1667, avec inscription "Quidam irridebant, quidam crediderunt" (certains en rient, d'autres croient)[15].

Quelques gravures de Cornelis Bloemaert
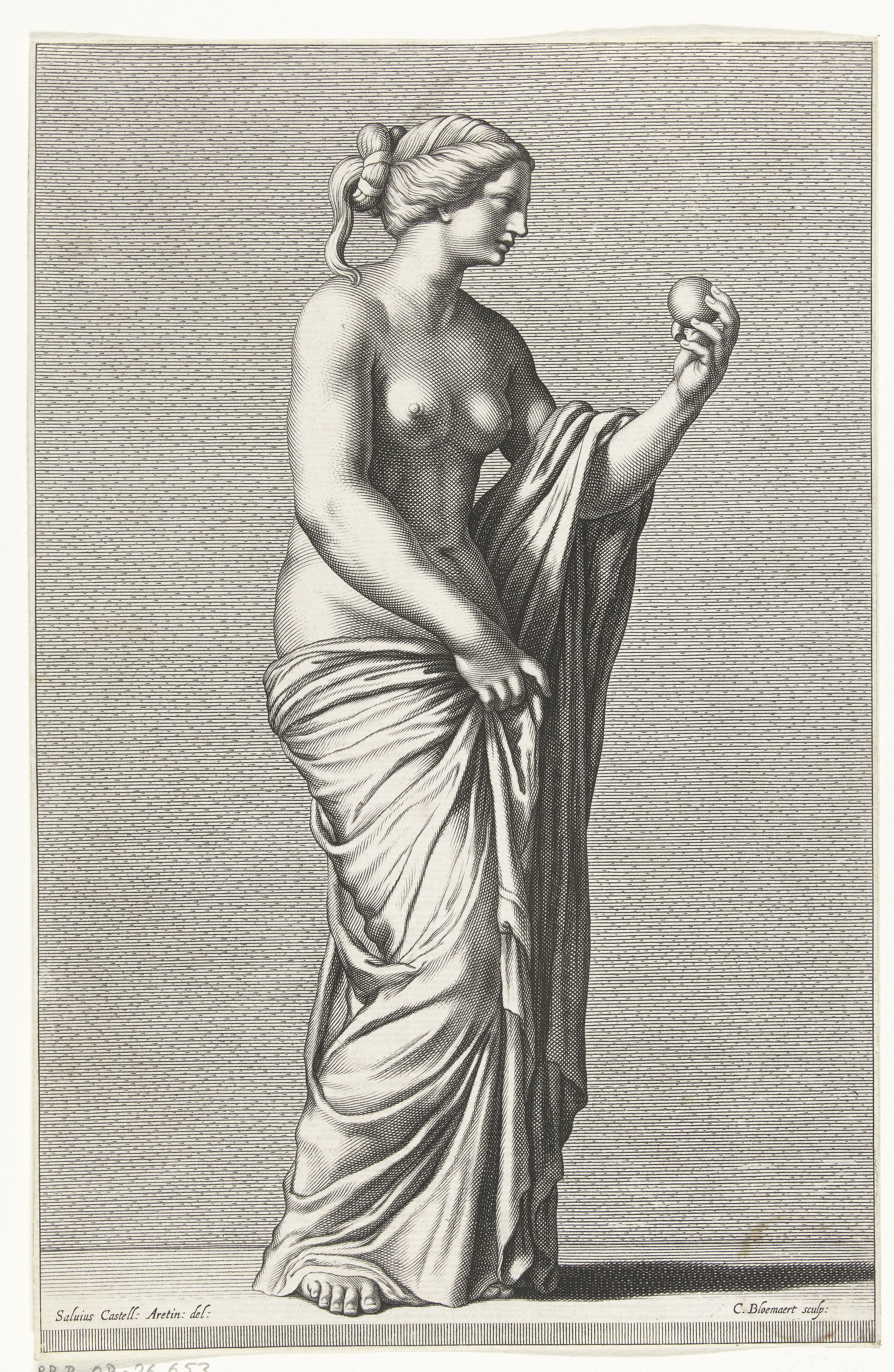
Vénus d'après un dessin de Salvio Castello
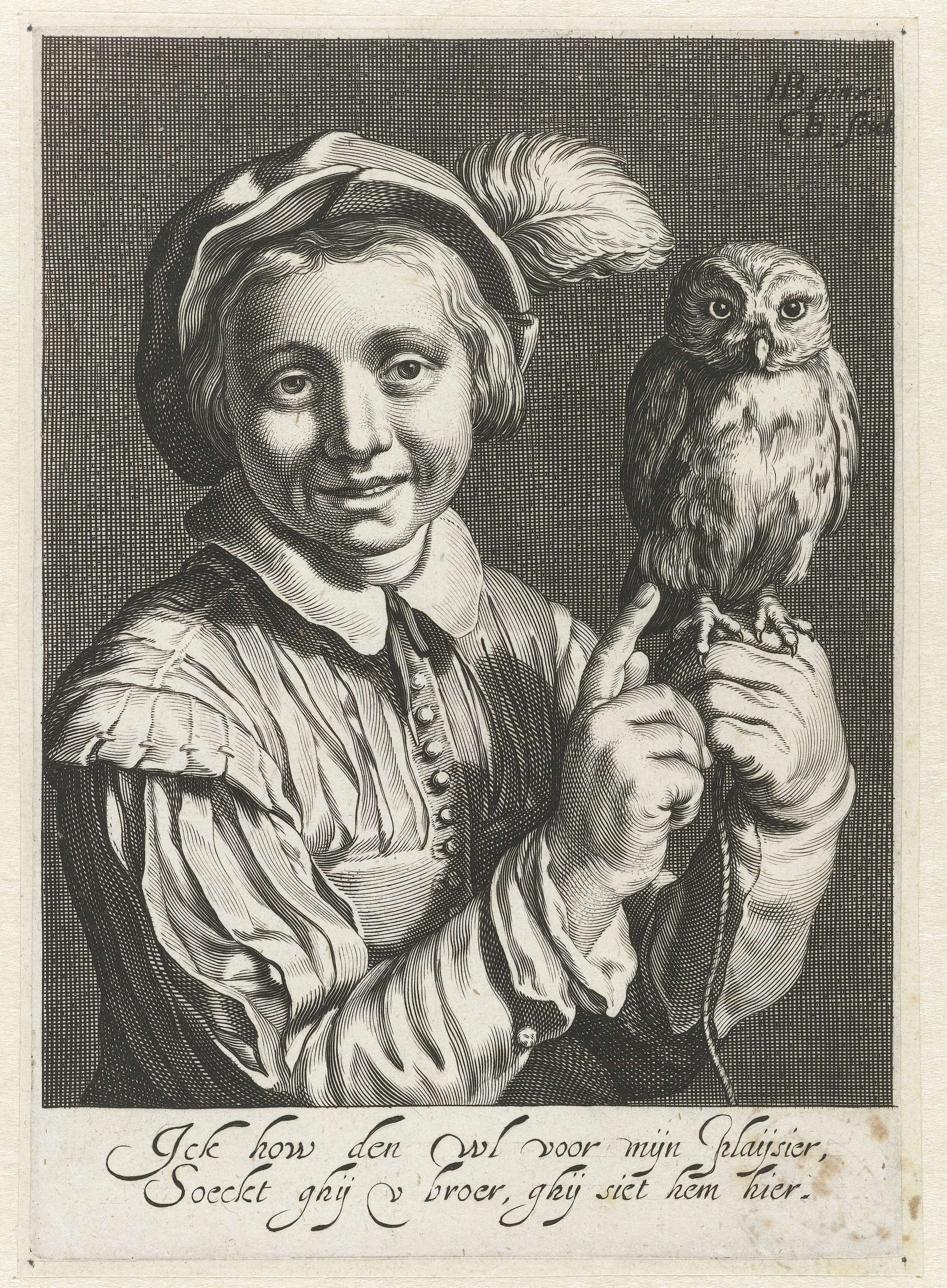
Le Jeune Homme et le hibou, 1625
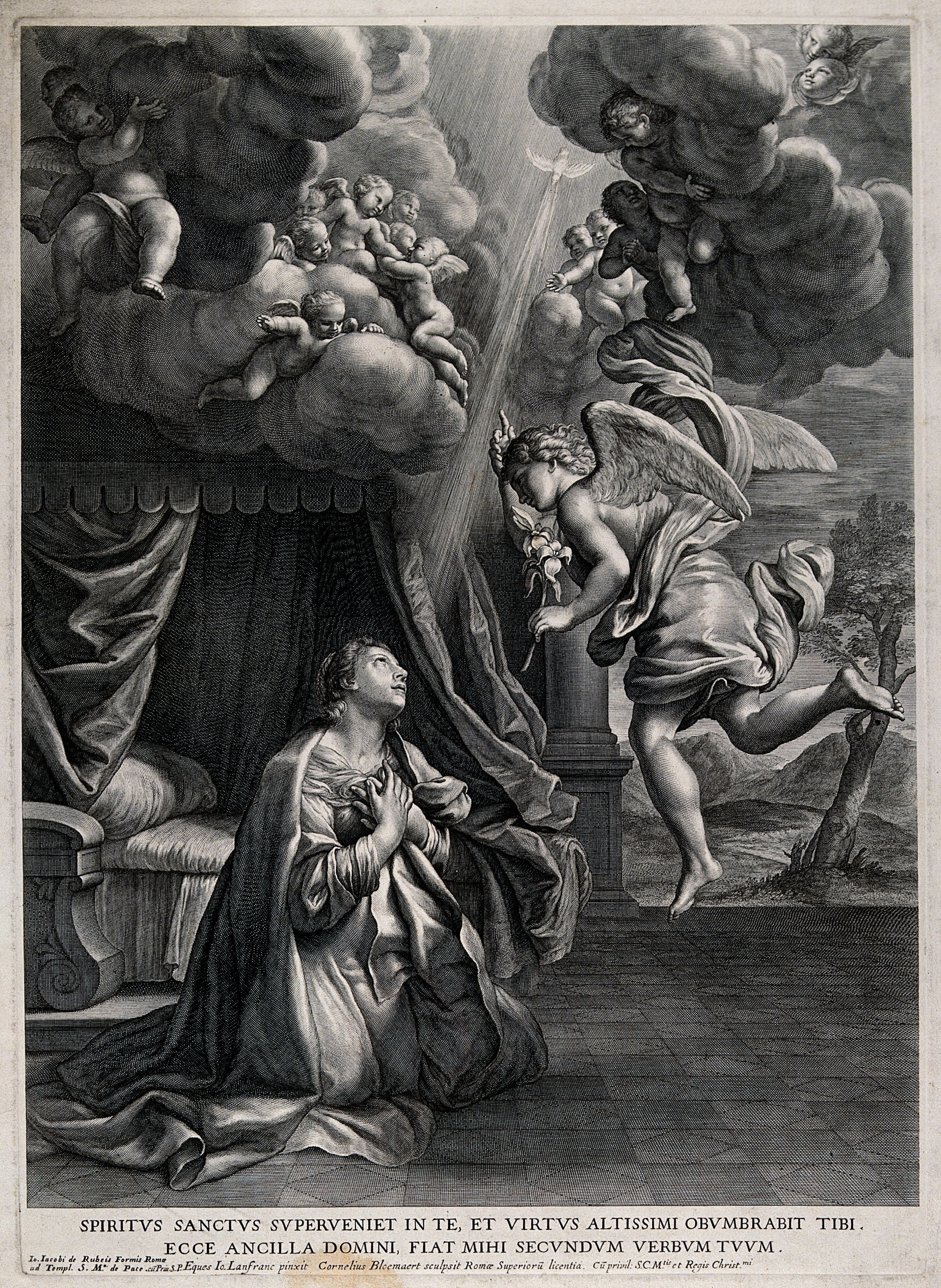
L'Annonciation à la vierge d'après Giovanni Lanfranco
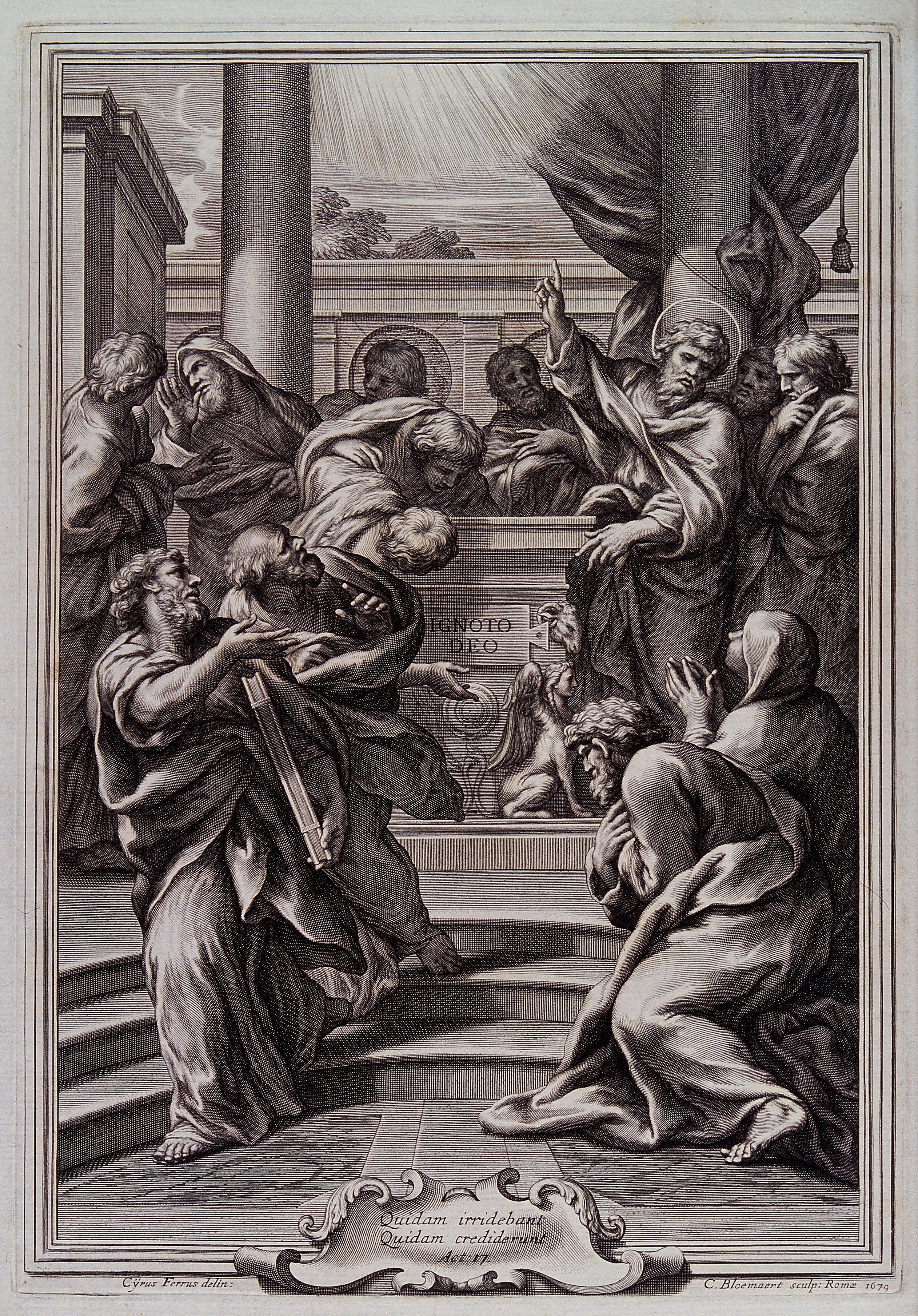
Saint Paul parle du jugement dernier, 1679 d'après Ferri
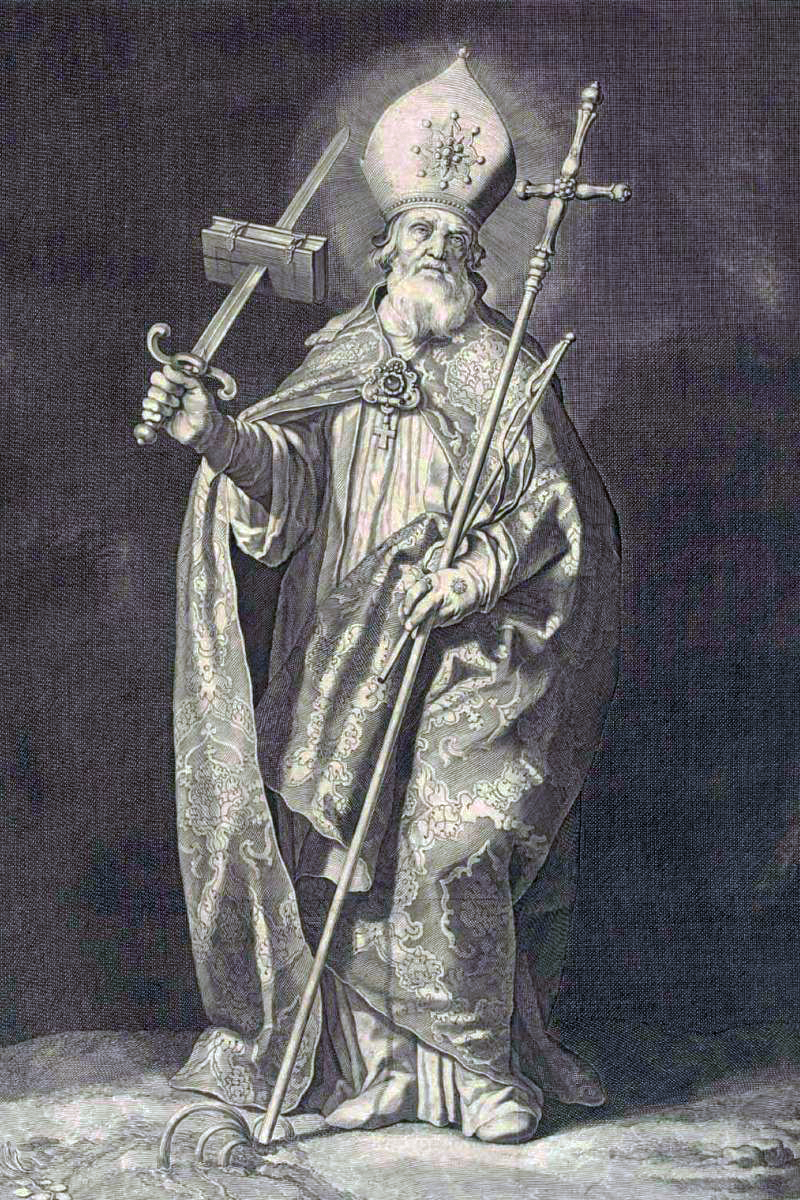
Saint Boniface, 1630
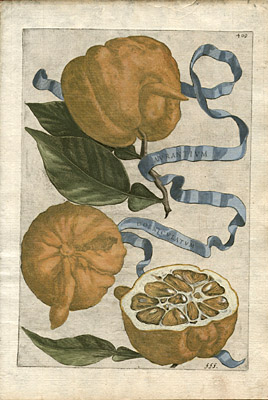
Aurantium corniculatum d'après Giovanni Battista Ferrari